# Rory Culkin

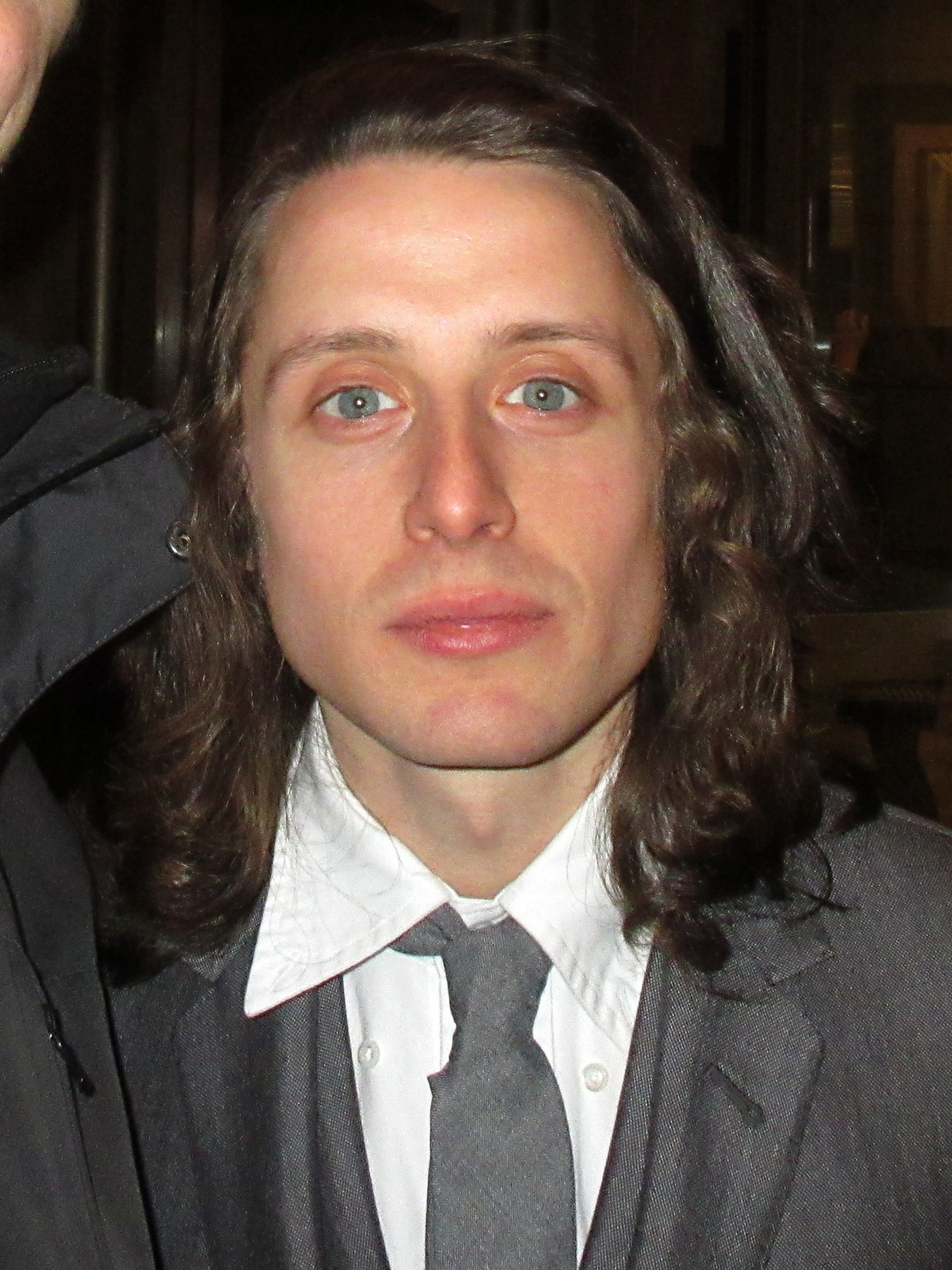
Rory Culkin (2018)

Rory Hugh Culkin (* 21. Juli 1989 in New York City, New York) ist ein US-amerikanischer Filmschauspieler und Kinderdarsteller.

## Leben und Karriere
Geboren als Sohn von Christopher „Kit“ Culkin und Patricia Brentrup, ist Rory das jüngste von sieben Geschwistern, von denen seine älteren Brüder Macaulay und Kieran heute am bekanntesten sind. Sein Filmdebüt gab er 1993 – im Alter von vier Jahren – an der Seite seines Bruders „Mac“ im Horrorfilm Das zweite Gesicht, in dem auch Elijah Wood mitwirkte.
In den Jahren 1994 bis 2000 gab es eine Pause in der Schauspielerei, wohl auch deshalb, damit Culkin ungestört die Elementary School besuchen konnte.
Mit dem Spielfilm You Can Count on Me an der Seite von Laura Linney und Mark Ruffalo und unter der Regie von Kenneth Lonergan meldete sich Culkin im Jahr 2000 zurück und gewann dafür 2001 einen Young Artist Award.

## Filmografie (Auswahl)
- 2000: You Can Count on Me
- 2001–2002: Der Job (The Job, Fernsehserie, 2 Folgen)
- 2002: Igby (Igby Goes Down)
- 2002: Signs – Zeichen (Signs)
- 2003: Es bleibt in der Familie (It Runs in the Family)
- 2003: Law & Order: Special Victims Unit (Fernsehserie)
- 2004: Mean Creek (erste Hauptrolle)
- 2005: Down in the Valley
- 2005: Glück in kleinen Dosen (The Chumscrubber)
- 2005: Der Zodiac-Killer (The Zodiac)
- 2006: The Night Listener – Der nächtliche Lauscher (The Night Listener)
- 2008: Lymelife
- 2010: Twelve
- 2011: Scream 4
- 2011: Runaway Girl (Hick)
- 2012: Electrick Children
- 2014: Gabriel
- 2016: Deadly Home
- 2017–2018: Sneaky Pete (Fernsehserie, 2 Folgen)
- 2017: Bullet Head
- 2018: Waco (Fernsehserie, 6 Folgen)
- 2018: Castle Rock (Fernsehserie, 4 Folgen)
- 2018: Lords of Chaos
- 2019: City on a Hill (Fernsehserie, 5 Folgen)
- 2021: Halston (Miniserie, eine Folge)
- 2021: The Last Thing Mary Saw
- 2022: Mord im Auftrag Gottes (Under the Banner of Heaven, Miniserie)
- 2023: Black Mirror (Fernsehserie)
- 2024: 5lbs of Pressure